# Allow Me to Reintroduce Myself
Allow Me to Reintroduce Myself es la segunda reproducción extendida (EP) lanzada por la cantante sueca de música pop Zara Larsson. El EP fue lanzado el 6 de agosto de 2014 por el sello discográfico Ten Music Group. Este fue el  último EP  lanzado por Larsson antes de su álbum debut denominado 1 (2015).

## Recepción

### Recibimiento comercial
Allow Me to Reintroduce Myself no contó con una buena recepción comercial alrededor del mundo, pero tuvo una recepción positiva en Suecia, donde su sencillo «She's Not Me» alcanzó el puesto número 21 en las listas de dicho país y recibió la certificación de oro por parte del mismo.

## Lista de canciones
| N.º   | Título                  | Escritor(es)                                                        | Productor(es) | Duración |  |
| 1.    | «DarkSide»              |                                                                     |               | 3:52     |  |
| 2.    | «Love Again»            |                                                                     |               | 2:54     |  |
| 3.    | «She's Not Me (Part 1)» | Marcus Sepermanesh · Mathieu Jomphe · Nick Ruth · Rickard Göransson |               | 2:52     |  |
| 4.    | «She's Not Me (Part 2)» | Marcus Sepermanesh · Mathieu Jomphe · Nick Ruth · Rickard Göransson |               | 2:48     |  |
| 5.    | «Cash Me Out»           |                                                                     |               | 3:25     |  |
| 15:51 |                         |                                                                     |               |          |  |